# バガン
バガン（ビルマ文字: ပုဂံ、ラテン文字表記: Bagan）は、ミャンマー・マンダレー地方域にある地名で、以前の表記はパガン。カンボジアのアンコール・ワット、インドネシアのボロブドゥールとともに、世界三大仏教遺跡のひとつと称され、イラワジ川中流域の東岸の平野部一帯に、大小さまざまな仏教遺跡が林立している。バガンとは、広くこの遺跡群の存在する地域を指し、ミャンマー屈指の仏教聖地である。その一部の城壁に囲まれたオールドバガンは、考古学保護区に指定されている。点在するパゴダや寺院のほとんどは11世紀から13世紀に建てられたもので、大きいものや小さいものがある。本来は漆喰により仕上げられた鮮やかな白色をしているが、管理者のない仏塔は漆喰が剥がれレンガの赤茶色の外観となる。仏塔の数は、3000を超えるといわれている。

## 歴史

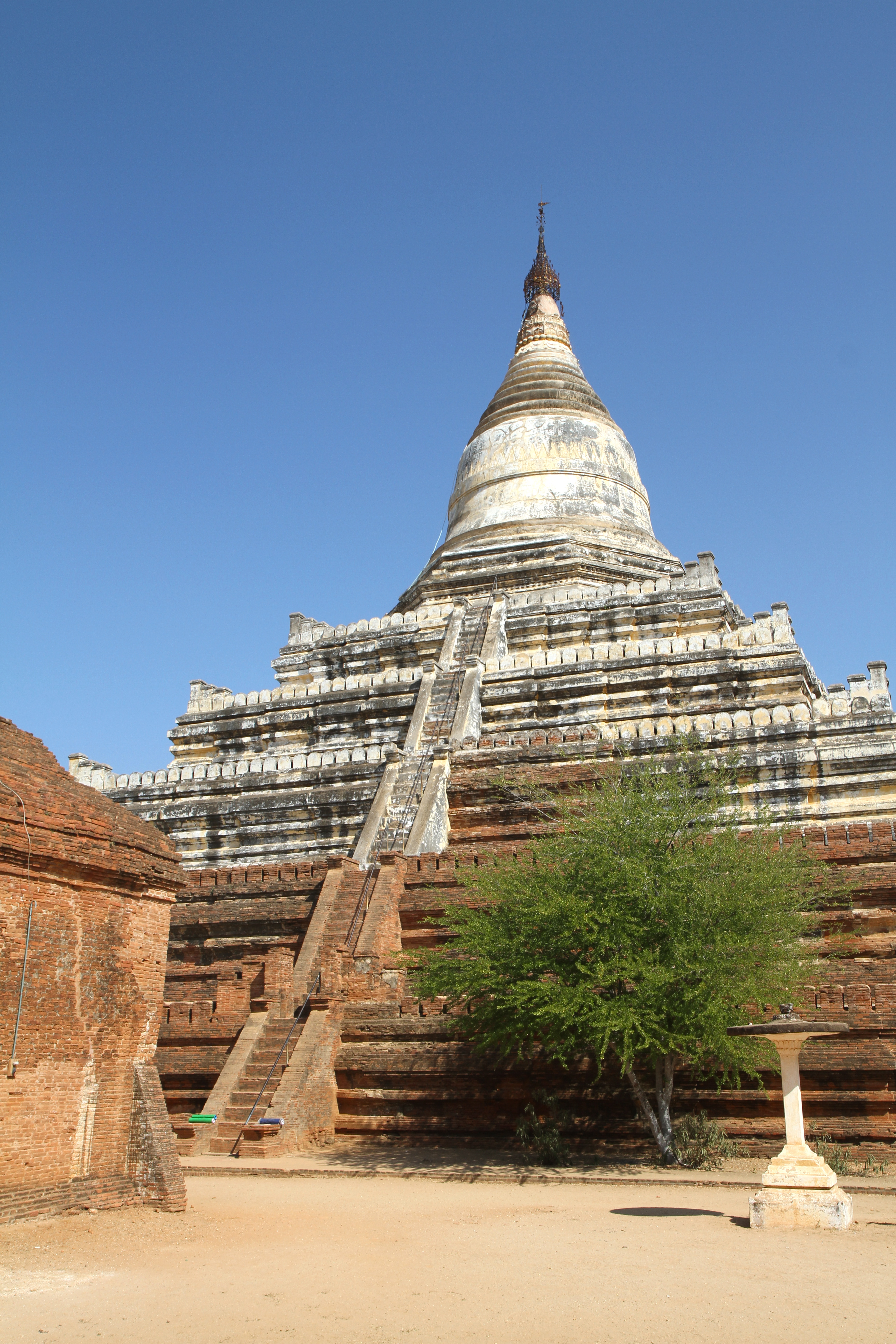
アノーヤター王が築いたシュエサンドー・パゴダ

バガン遺跡は、約41km2のエリア内にある。建造物の大多数は、西暦1000年代から1200年代に建てられたもので、当時のバガンは、最初のビルマ統一王朝であるパガン朝の都であった。西暦874年に、Pyinbya王が都をパガンに移した後に、主要な都市となった。しかし、それぞれの治世ごとに遷都することがビルマの慣習であったため、アノーヤター王の時代まで都は再び放棄されることとなった。
1057年、アノーヤター（アニルッダ）王はモン族の都であったタトゥン王国を征服し、パーリ語で書かれた三蔵の経典を取り戻した。仏教僧や、職人のほか、こうした文物は、バガンを宗教的、文化的な中心地に作り変えるために役立った。
低地ビルマの僧の助けを借りて、アノーヤターは上座部仏教の国教化を進め、上座部仏教の盛んなスリランカとも交流した。12世紀から13世紀になると、スリランカやインド、カンボジアのアンコール朝やタイからの仏僧や学生を引きつけ、パガンは仏教研究の国際的な中心地となった。 クビライの下賜品を断った後の1287年に、王朝はモンゴル人に滅ぼされた。その後の歴代君主によっても放棄され、おそらくモンゴル人の掠奪を受けた街は、政治的な中心としての地位を失っていったが、その後も仏教研究の場としては繁栄を続けた。

## 世界遺産
ミャンマー政府は1997年にバガンをユネスコの世界遺産に推薦したが失敗に終わった（1996年に暫定リスト掲載、「Bagan」）。これは、国家平和発展評議会 (SPDC) が、近代的な建材を使用して修復したため（真正性の奈良文書による文化資材の真正性および復元に際して極力現地に残された原材料を用いることを推奨するヴェネツィア憲章におけるアナスタイローシスの欠如）と、さらに軍事政権がゴルフコースや南西のMinnanthu近郊には高さ61mの展望台を建てたためと言われている。
その後、政権が民主化され、日本を含む海外からの整備支援を積極的に受け入れるようになり状況は改善されたが、ミャンマー地震 (2016年8月)によりパゴダの損壊が発生。これを適切な処置で修復したことから（現在も継続中）、2017年に改めて推薦を行い、2019年の登録を目指すこととなった。2018年9月にはユネスコの諮問機関国際記念物遺跡会議(ICOMOS)による現地調査が行われている。
2019年5月 ICOMOSにより「バガンの考古地域と記念建造物群」が登録勧告となる。同年7月に、「バガン」の名で正式登録された。ピュー古代都市群に続き、ミャンマーでは2件目の世界遺産となった。

### 登録基準
この世界遺産は世界遺産登録基準のうち、以下の条件を満たし、登録された（以下の基準は世界遺産センター公表の登録基準からの翻訳、引用である）。
- (3) 現存するまたは消滅した文化的伝統または文明の、唯一のまたは少なくとも稀な証拠。
- (4) 人類の歴史上重要な時代を例証する建築様式、建築物群、技術の集積または景観の優れた例。
- (6) 顕著で普遍的な意義を有する出来事、現存する伝統、思想、信仰または芸術的、文学的作品と直接にまたは明白に関連するもの（この基準は他の基準と組み合わせて用いるのが望ましいと世界遺産委員会は考えている）。

## 寺院

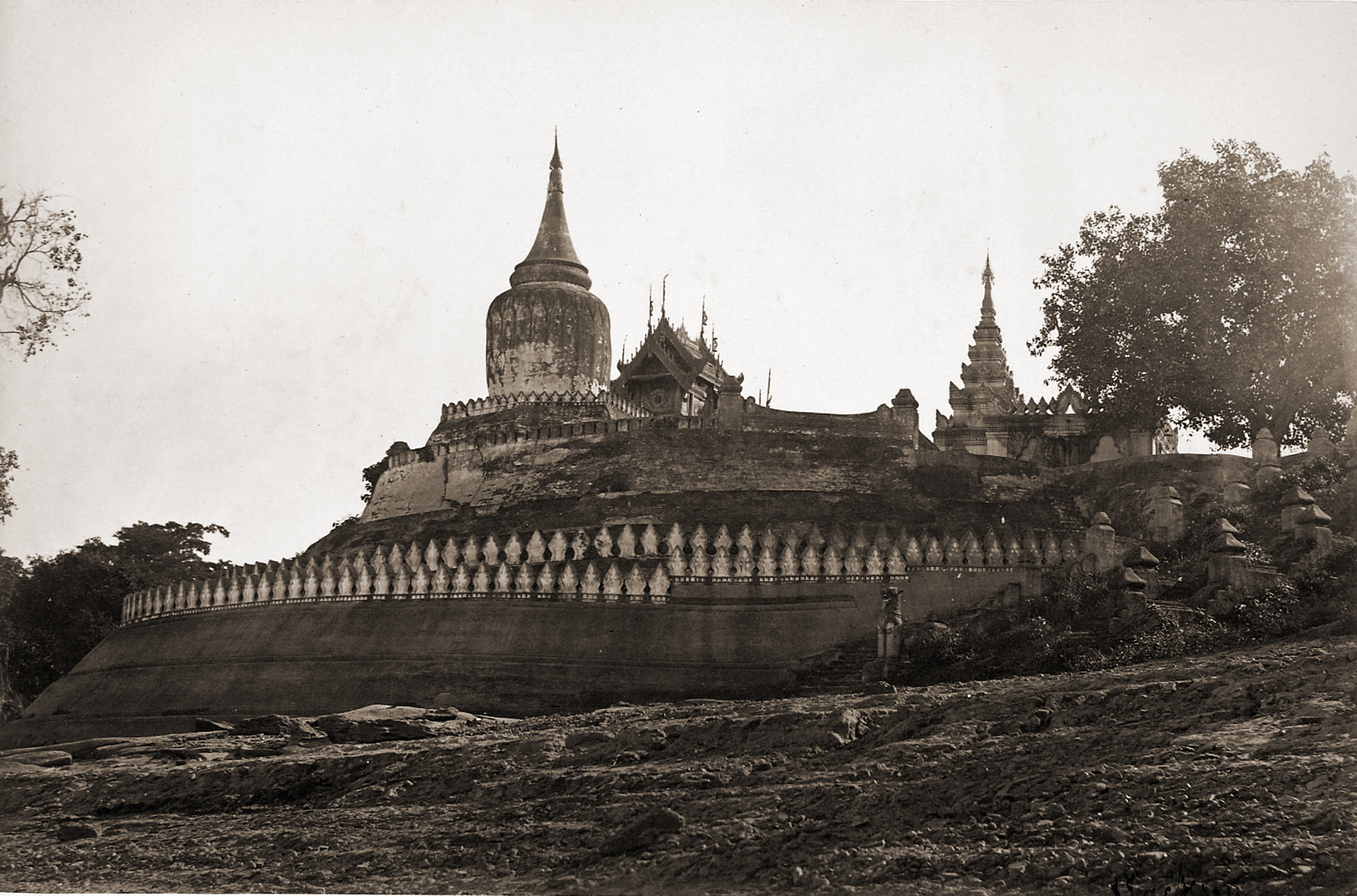
1868年のブーパヤー・パゴダ。1975年の地震により倒壊したため、今日残るのは再建されたものである。

- アーナンダ寺院（英語版）
- シュエサンドー・パヤー
- タビンニュ寺院（英語版）
- ダマヤンヂー寺院
- ティーローミィンロー寺院
- マヌーハ寺院（英語版）

## 観光

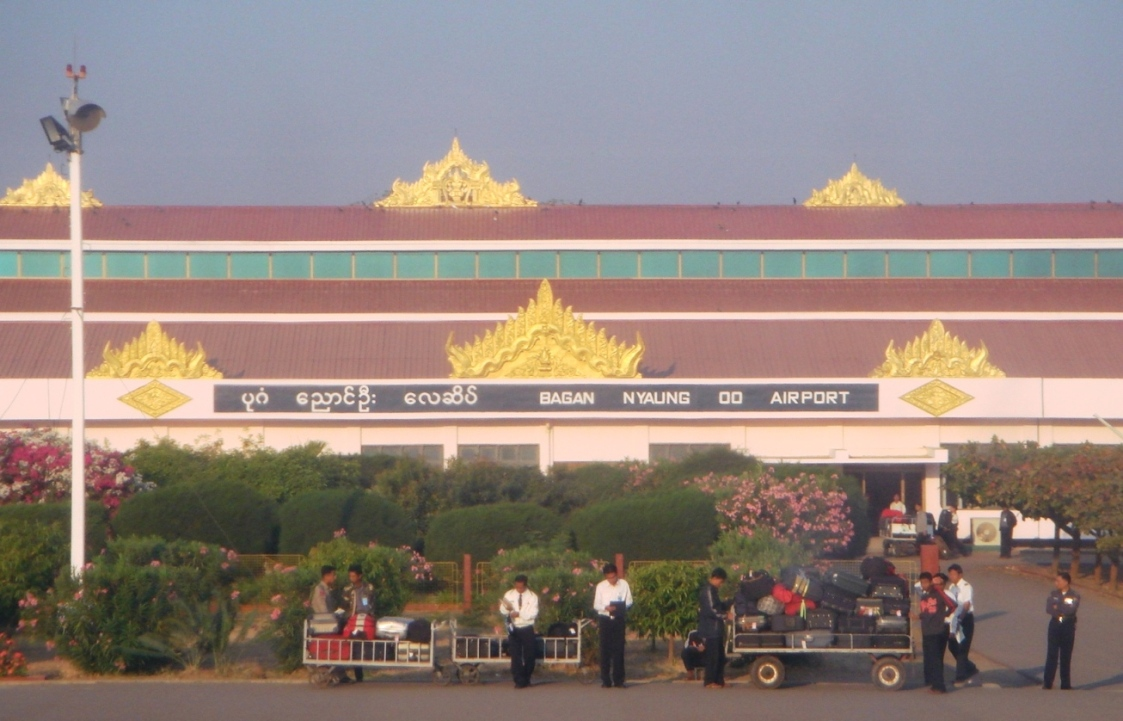
ニャウンウー空港

ミャンマー政府の方針により、遺跡が集中するオールドバガン地区には5軒のホテルのみ営業が許可されている。オールドパガン北側のニャウンウーにはバジェットホテルやゲストハウスが立ち並び、南側のニューバガンには中級ホテルが多い。
2014年から3ヶ年にわたってJICA「地域観光開発のためのパイロットモデル構築プロジェクト」が行われた。
日系旅行会社のサラトラベルが営業している。
ミャンマー各地（ヤンゴン、マンダレー、インレー湖方面）からの長距離バスは、ニャウンウー空港と鉄道駅の中間点にあるバスターミナルより発着する。マンダレーから鉄道で５時間かかる。

## 姉妹都市
- シェムリアップ（カンボジア）
- ルアンパバーン（ラオス）

## ギャラリー

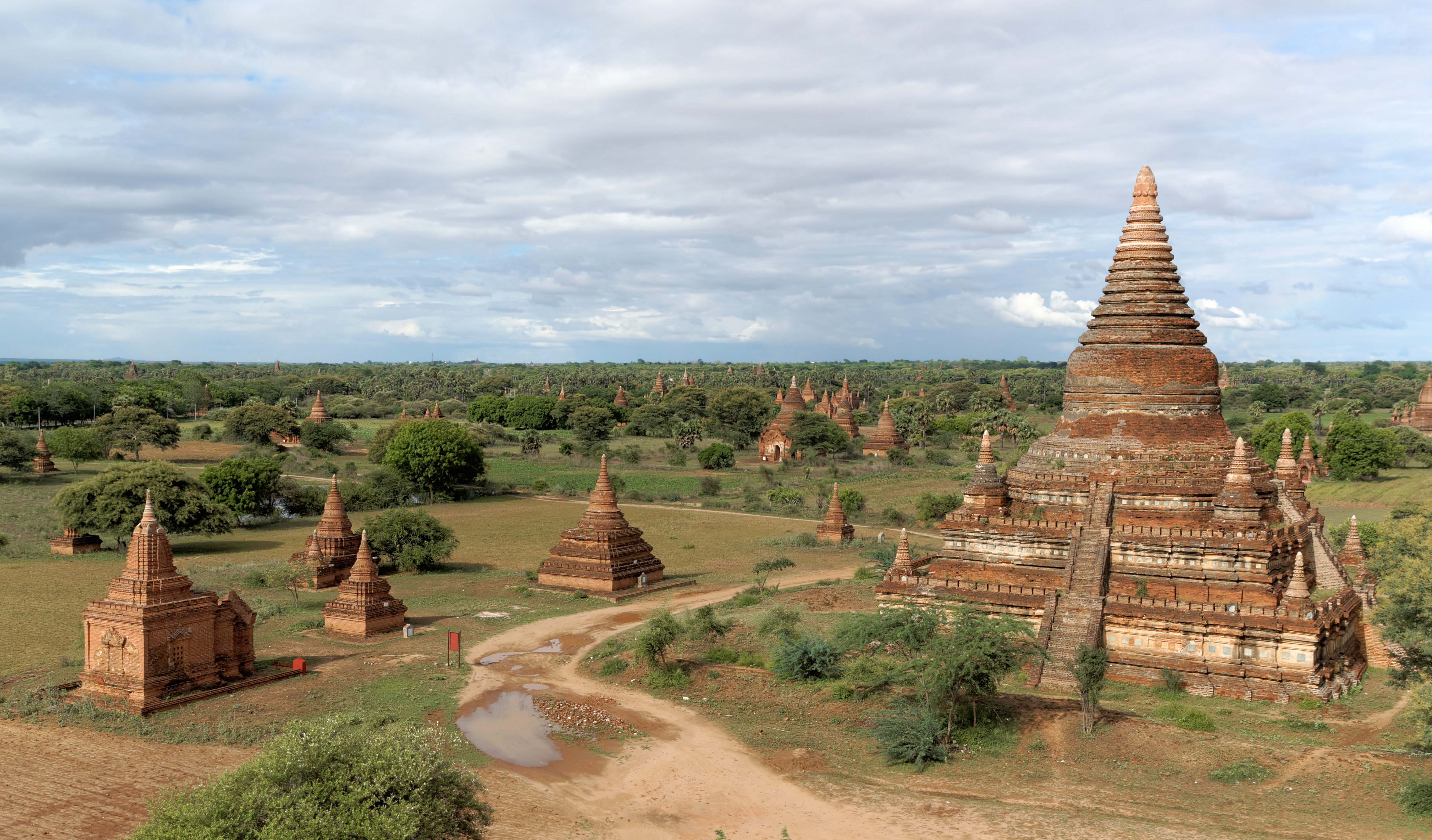
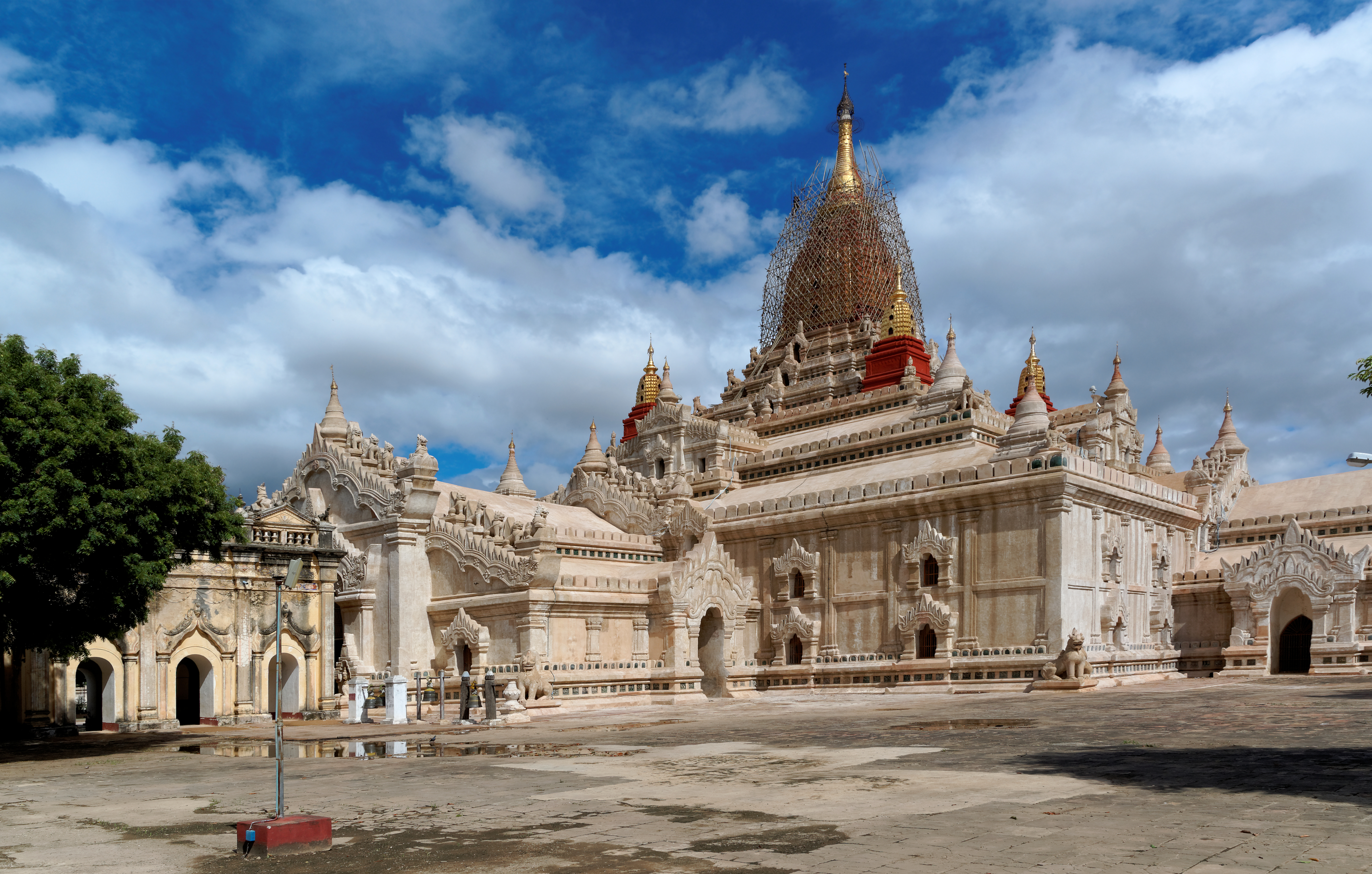
アーナンダ寺院（英語版）
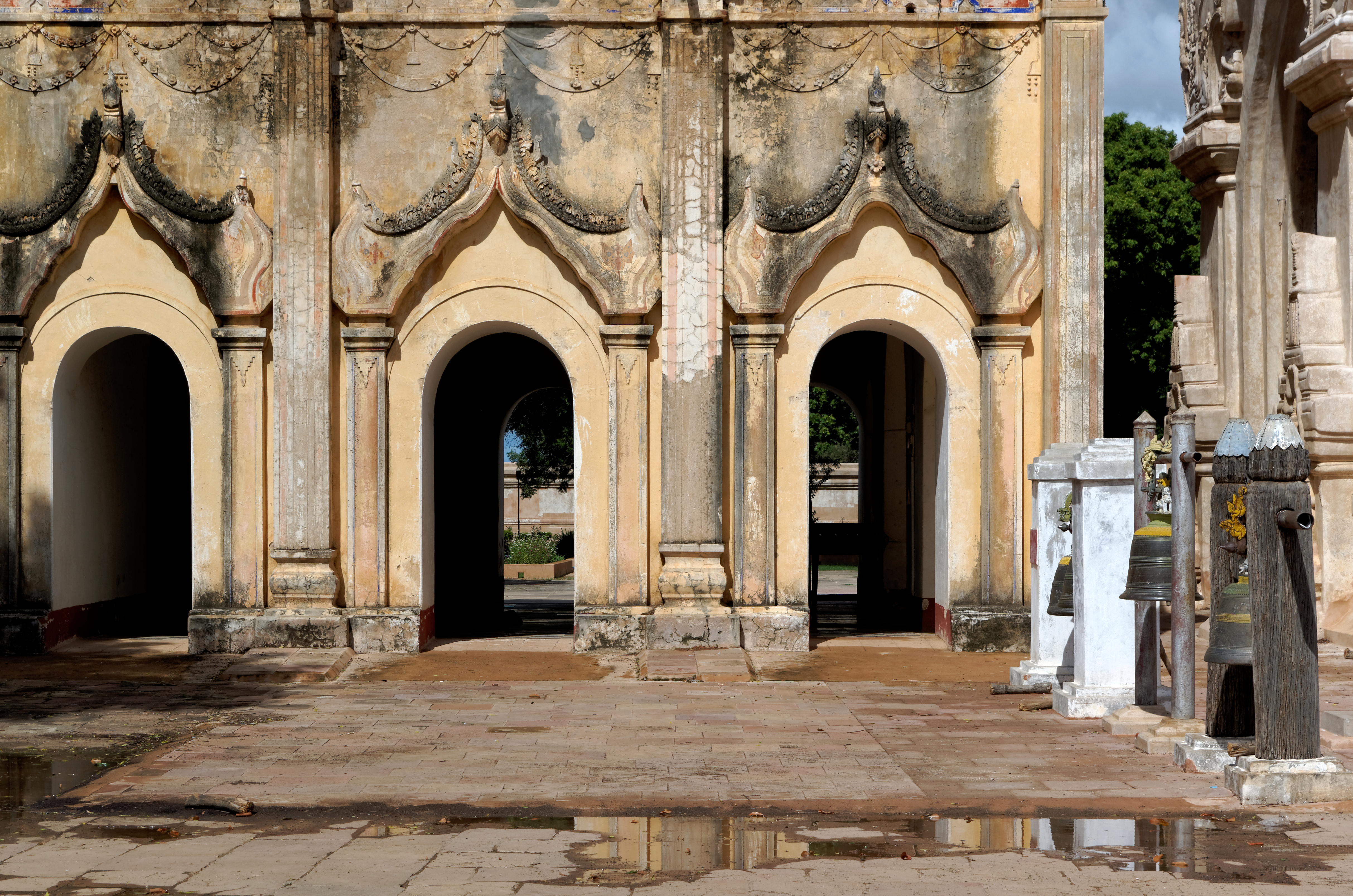
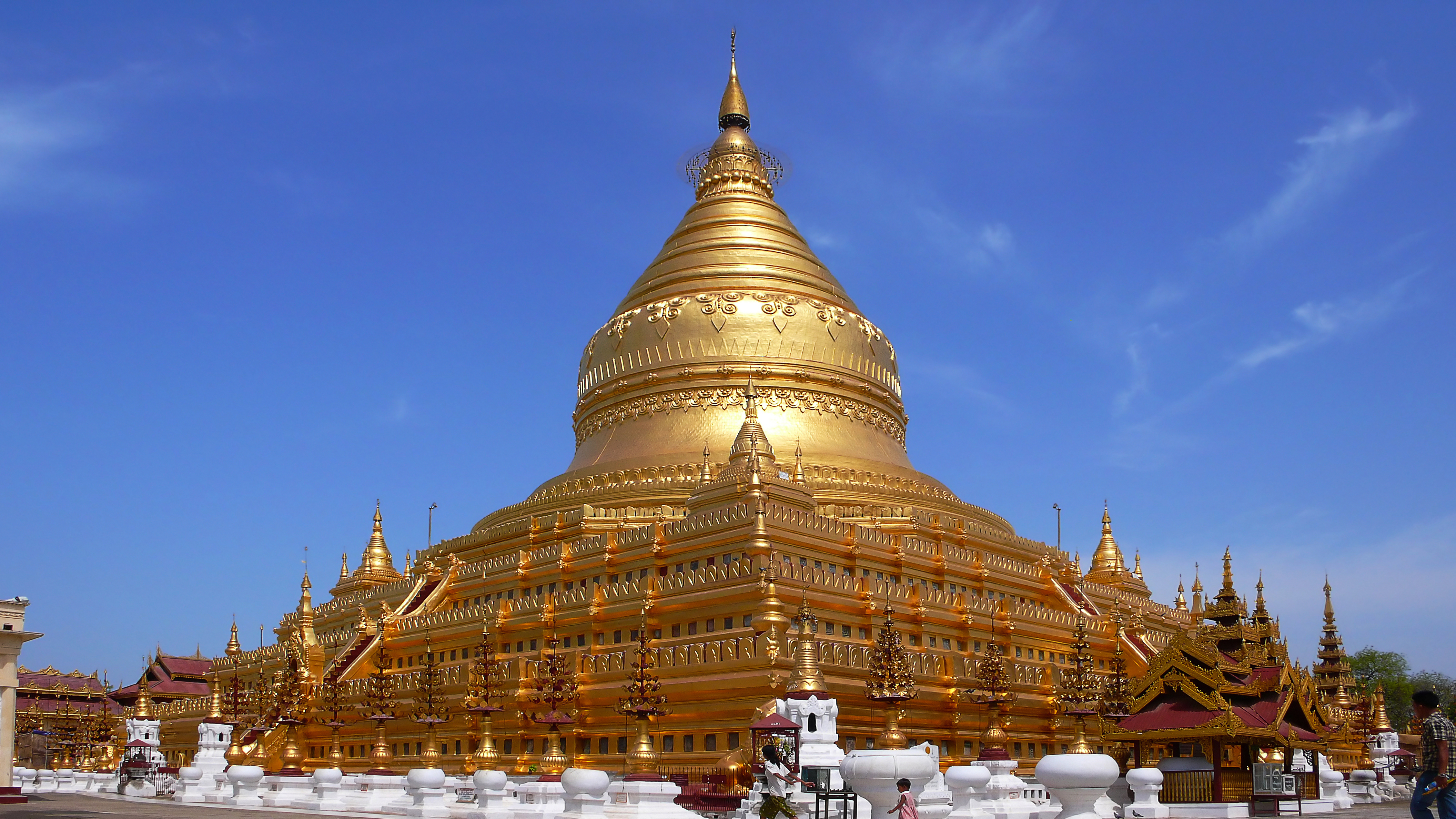
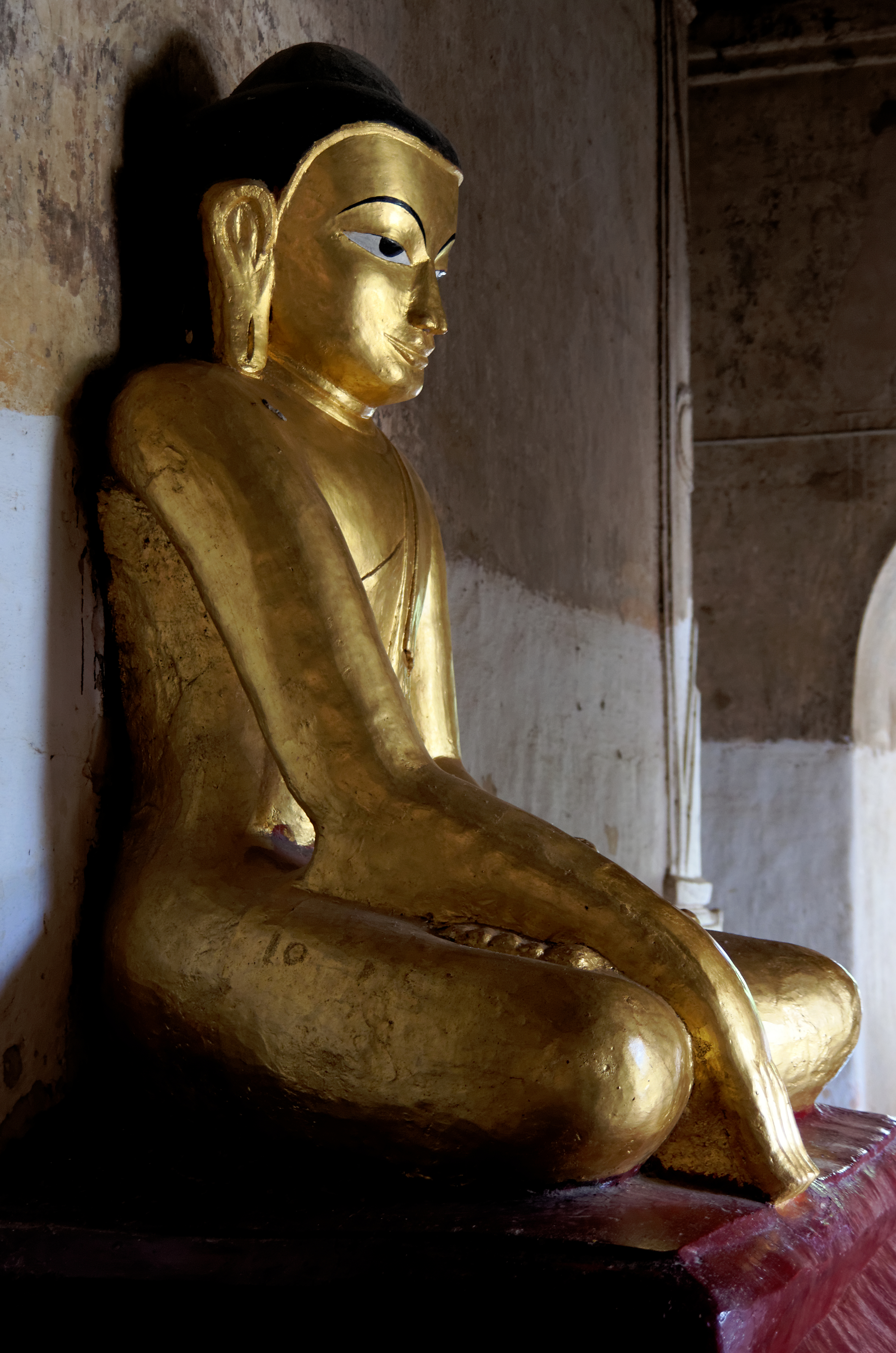
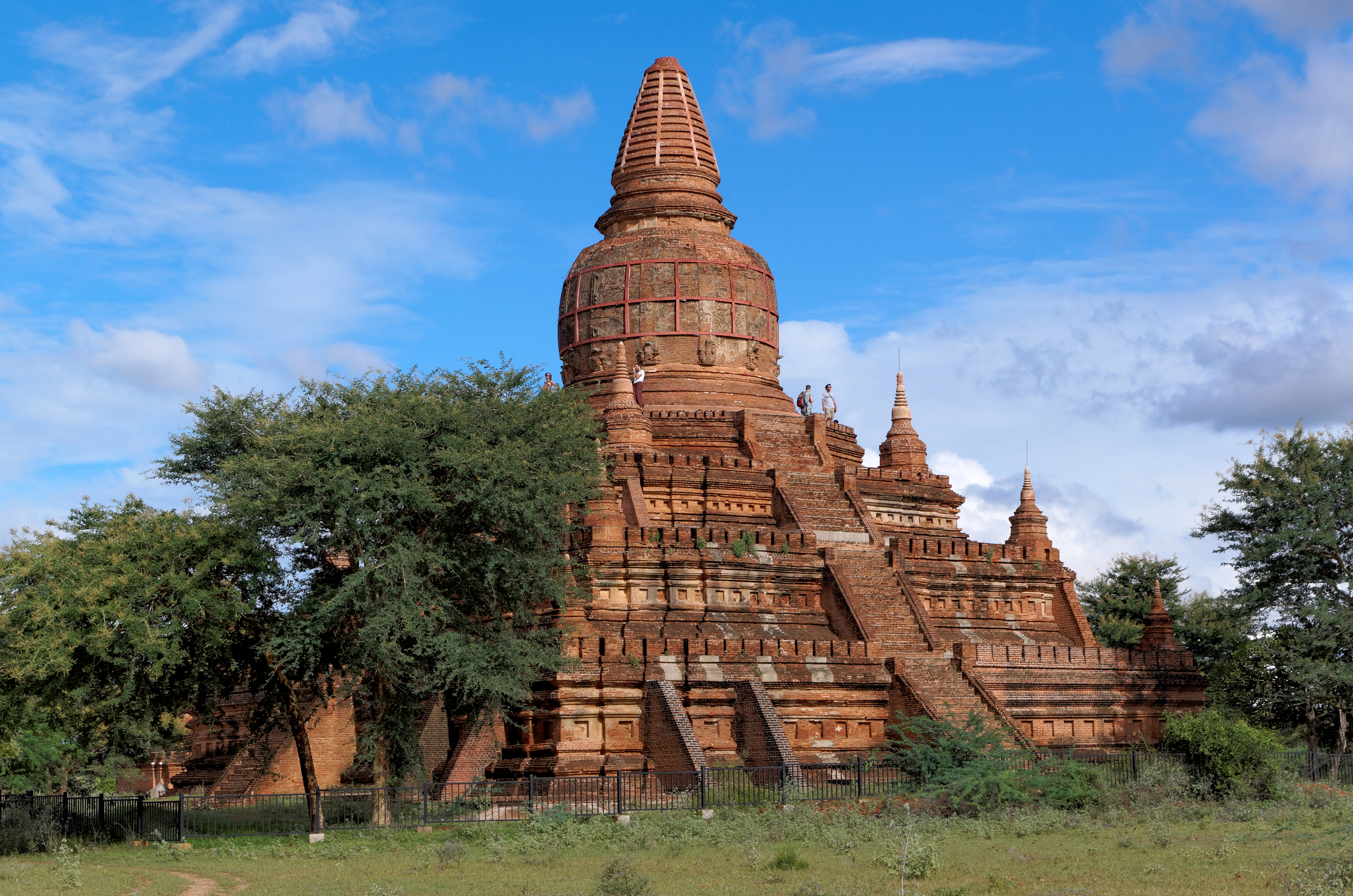
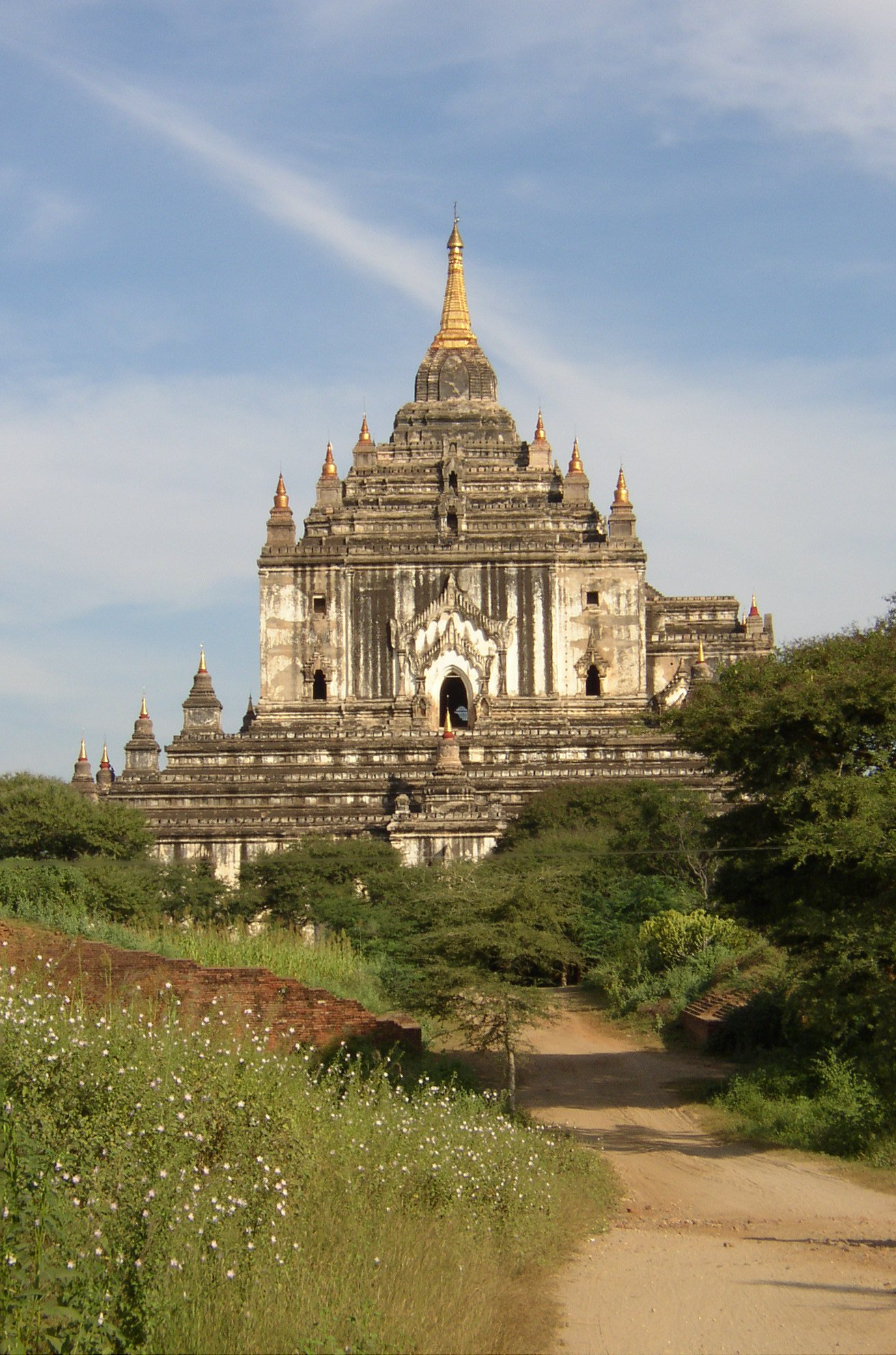
ダビィニュ寺院
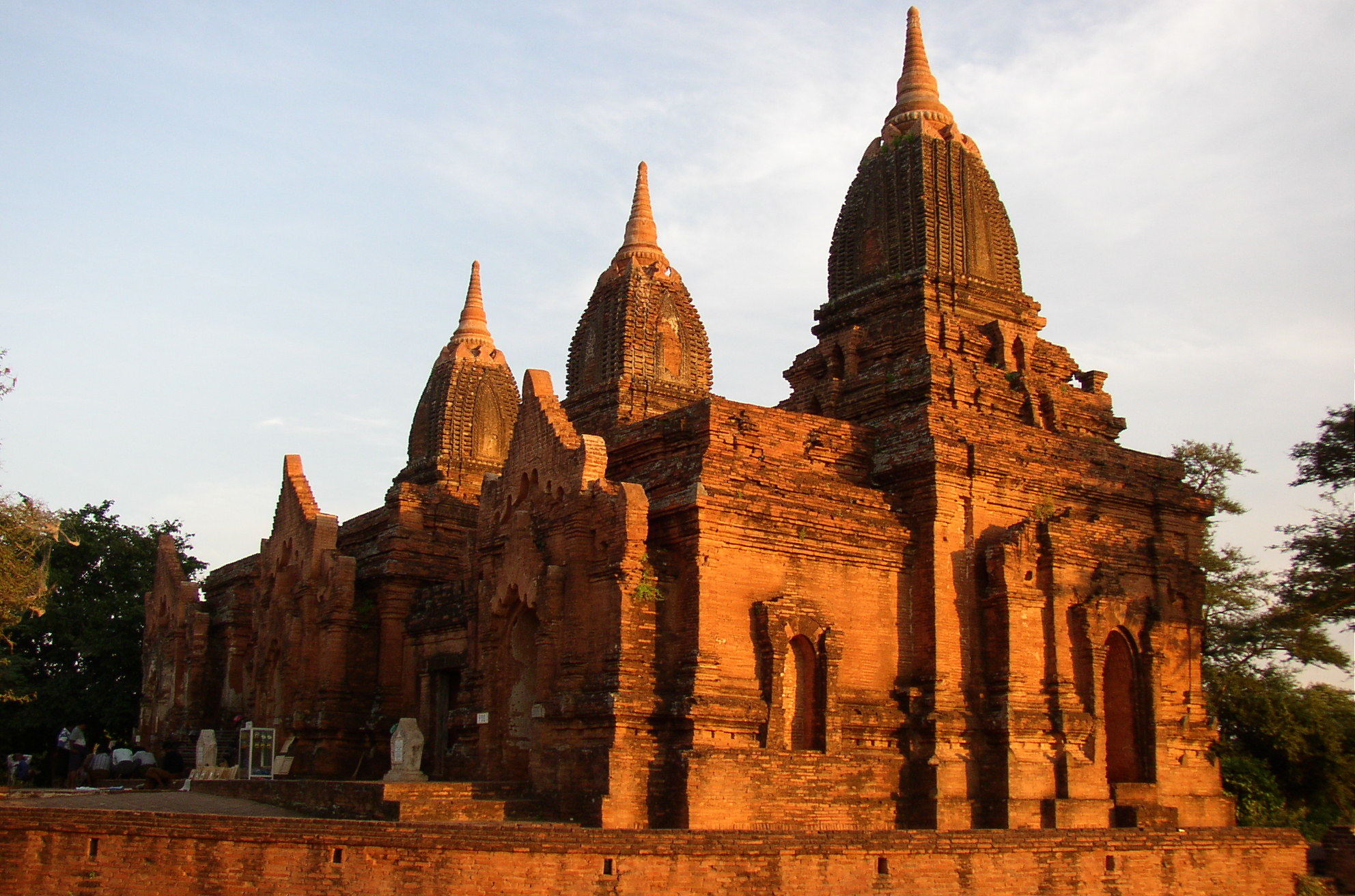
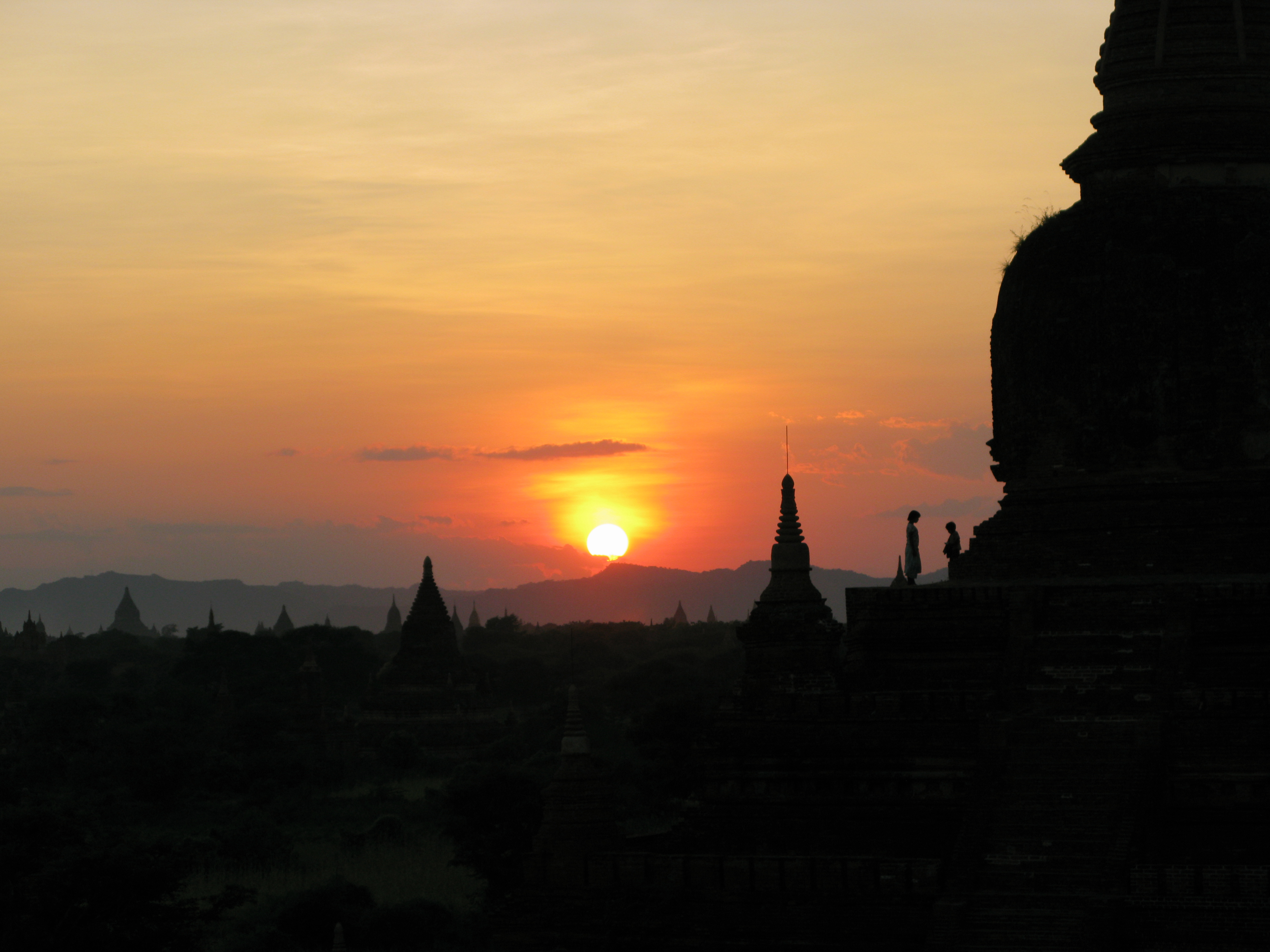
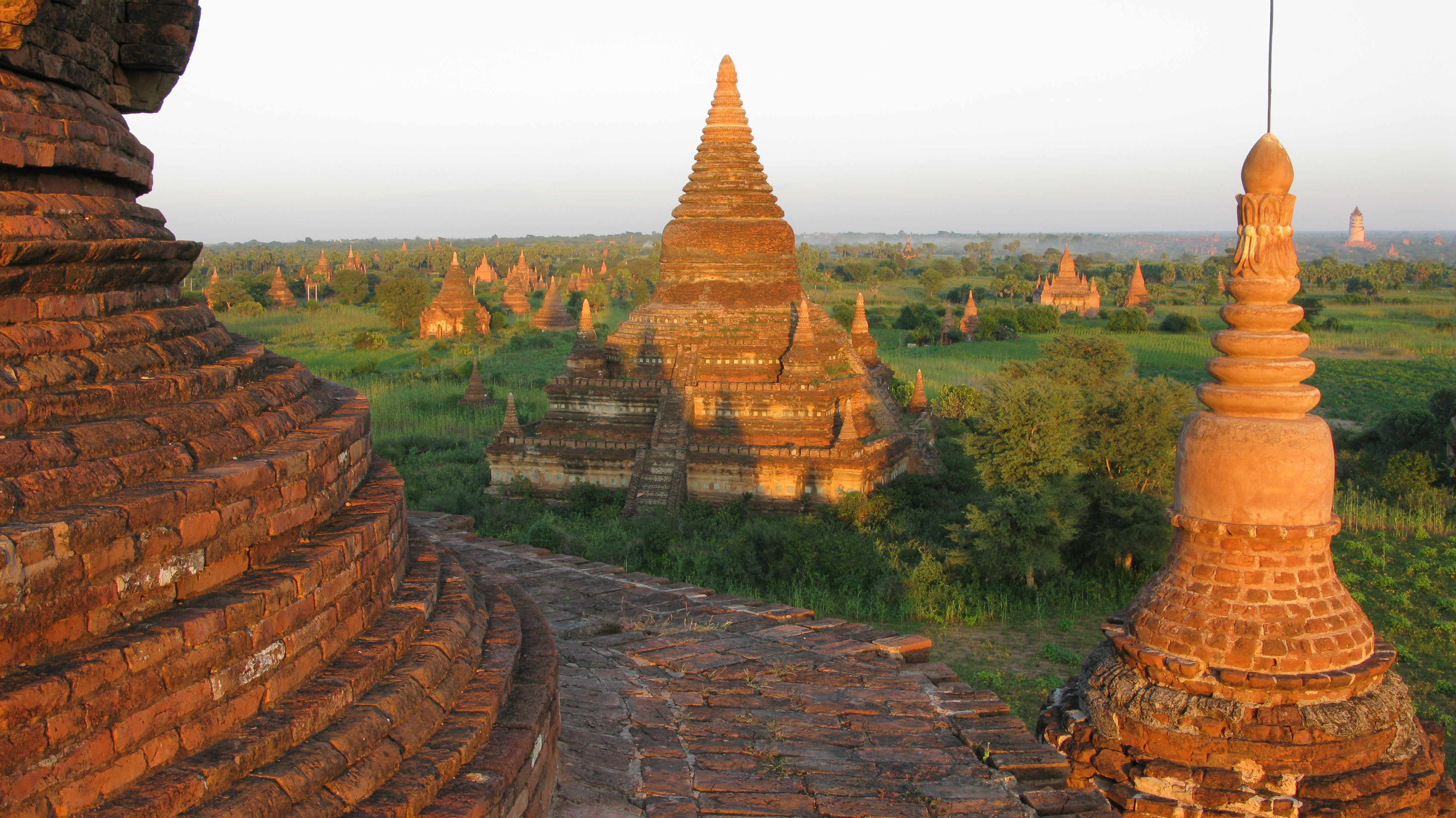
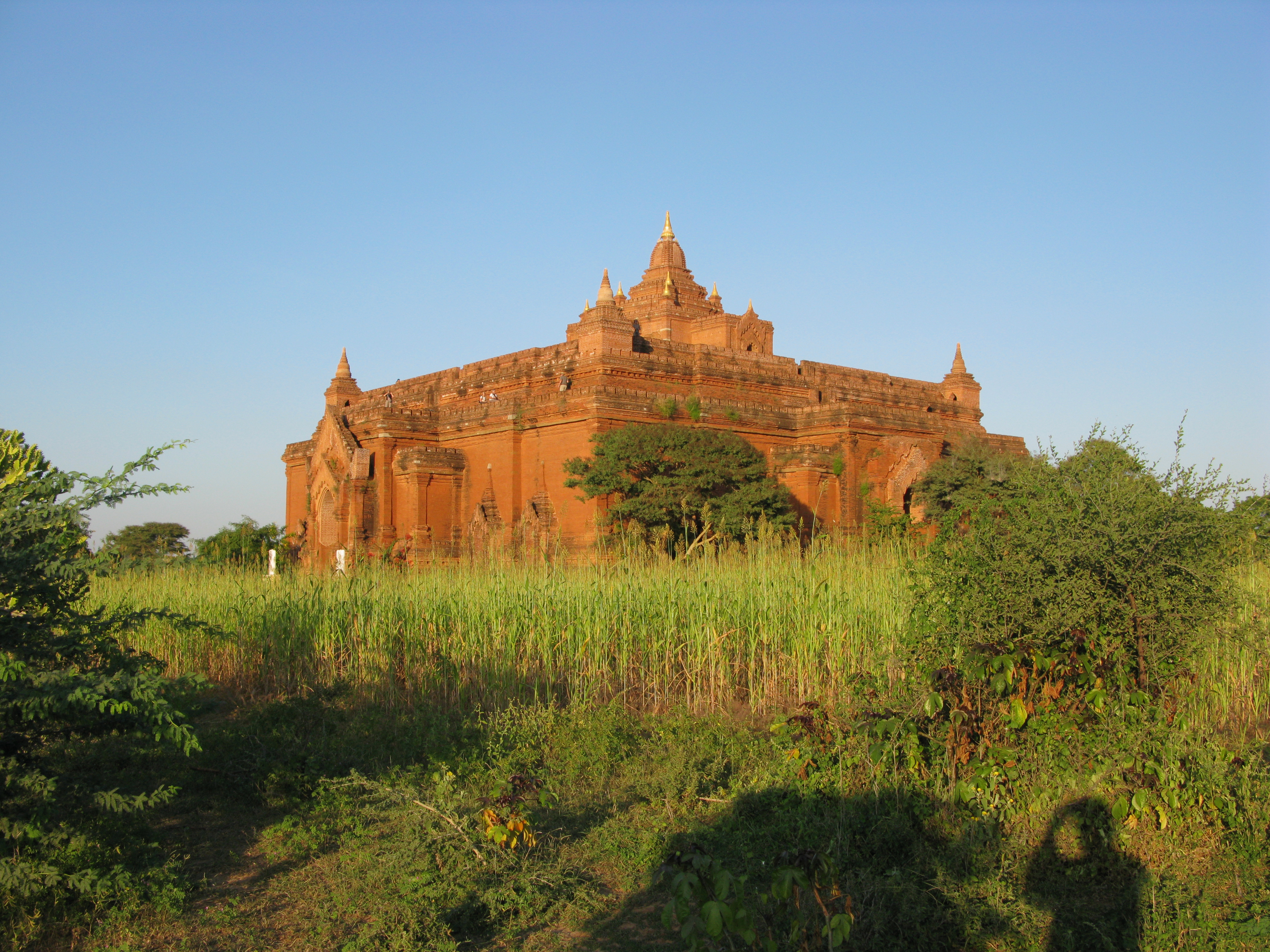
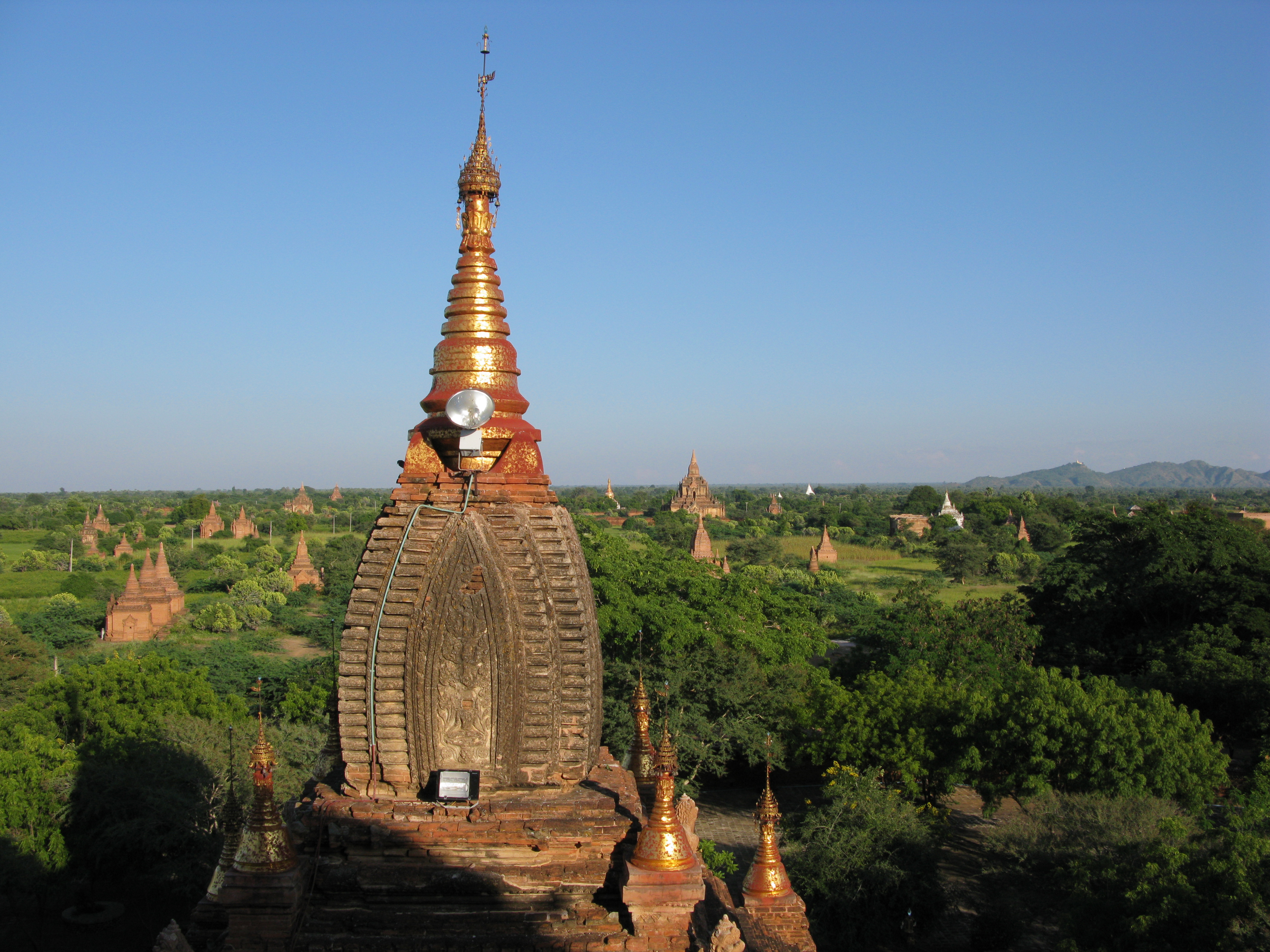